# عبد الله حسين (كاتب)
عبد الله حسين (بالإنجليزية: Abdullah Hussain)‏ (14 أغسطس 1931، راولبندي في باكستان - 4 يوليو 2015، لاهور في باكستان)؛ روائي باكستاني.